# Skid Hill
Skid Hill è una collina della Scozia orientale, la più alta della Garleton Hills.

## Geologia

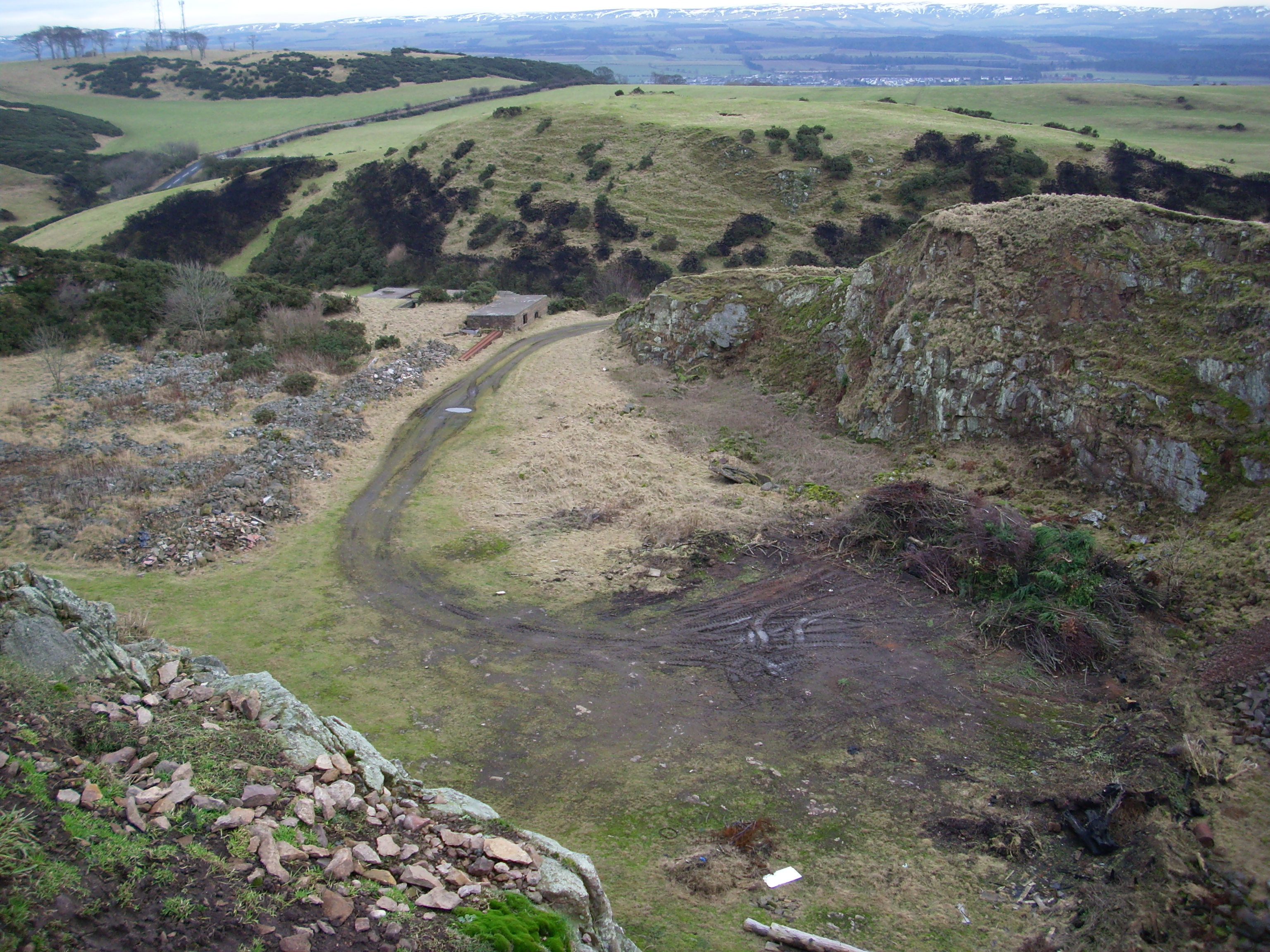
La vecchia cava

L'origine della colina è vulcanica e questo è evidente perché si possono osservare lave di tipo basico e trachitico, facilmente accessibili anche a causa degli scavi collegati con la grande cava, oggi abbandonata, che si apre sul fianco orientale delrilievo. La sua altezza è di 186 m e la prominenza topografica di 98 m.

## Storia
La presenza di un hill fort è stata rilevata nei pressi della cima di Skid Hill, in una zona collocata sul fianco settentrionale della cava abbandonata.

## Accesso alla cima

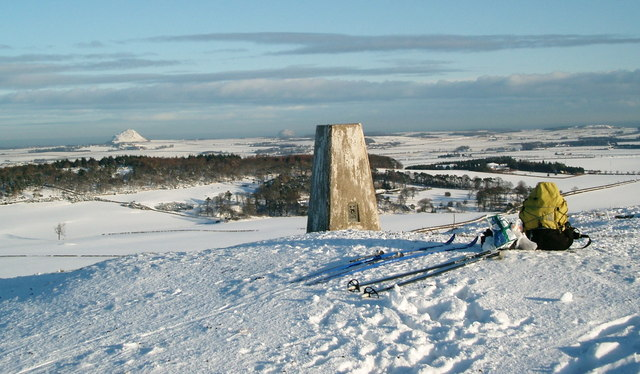
Il vertice trigonometrico di Skid Hill in inverno

A breve distanza dal punto culminante della collina si trova un pilastrino utilizzato come vertice trigonometrico. La cima può essere facilmente raggiunta partendo da una strada che fiancheggia Skid Hill e percorrendo prima una evidente sentierino che segue il fianco meridionale del rilievo e poi risalendone il versante occidentale lungo tracce lasciate del passaggio del bestiame al pascolo.